# Tiaoali Savea
Tiaoali Savea (Pago Pago, 11 febbraio 1980) è un calciatore samoano americano, portiere del Pago Youth.